# Klyxum utinomii
Klyxum utinomii är en korallart som först beskrevs av Verseveldt 1971.  Klyxum utinomii ingår i släktet Klyxum och familjen Alcyonidae. Inga underarter finns listade i Catalogue of Life.